# Kapitelsaal der Kathedrale von Toledo

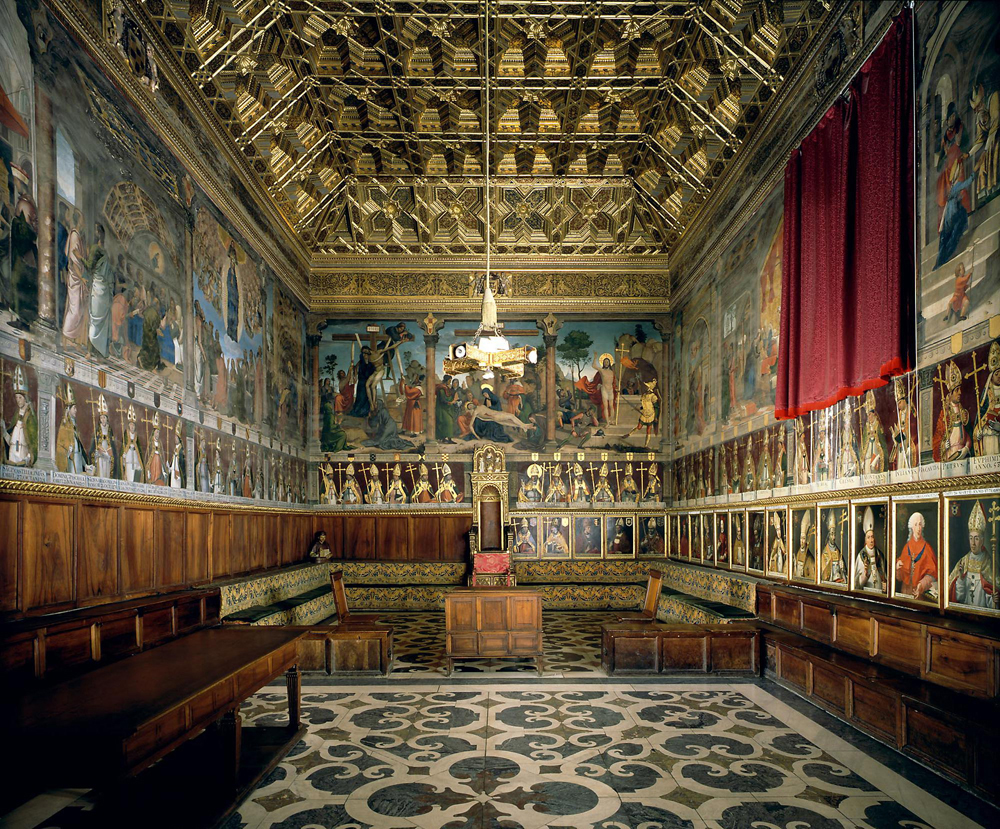
Kapitelsaal der Kathedrale von Toledo, Blick in Richtung Osten

Der Kapitelsaal der Kathedrale von Toledo wurde ab dem Jahr 1504 im Auftrag des Erzbischofs Francisco Jiménez de Cisneros geschaffen. Die Kassettendecke mit farbigen Fassungen und Vergoldungen im Mudéjar-Stil, stammt von Francisco Lara. Zwischen 1509 und 1511 gestaltete Juan de Borgoña die Wandgemälde. Der Kapitelsaal der Kathedrale von Toledo gilt als eines der bedeutendsten Beispiele der Kunst der Renaissance in Spanien.

## Domkapitel
Das Domkapitel war zum Ende des 15. Jahrhunderts eine Gemeinschaft von Geistlichen, die für die liturgische und musikalische Gestaltung der Messfeiern in der Kathedrale verantwortlich war. Sie war zuständig für die gesamte Verwaltung und den Unterhalt der Kathedrale und der dazugehörigen Gebäude. Das Domkapitel wirkte außerdem beratend und helfend bei der Leitung und Verwaltung des Erzbistums mit. Am Ende des Mittelalters war das Domkapitel der Kathedrale von Toledo eine Institution, die mit allen dort Beschäftigten aus 444 Personen bestand. Vierzig Mansionarios bildeten das Domkapitel im engeren Sinn. Das waren Kleriker, die eigentlich als Gemeinschaft in den dafür vorgesehenen Räumen des Domklosters leben sollten. Dazu kamen vierzehn Dignidades (Würdenträger), Inhaber der Leitungsfunktionen der Dom- und Erzbistumsverwaltung.

## Baugeschichte

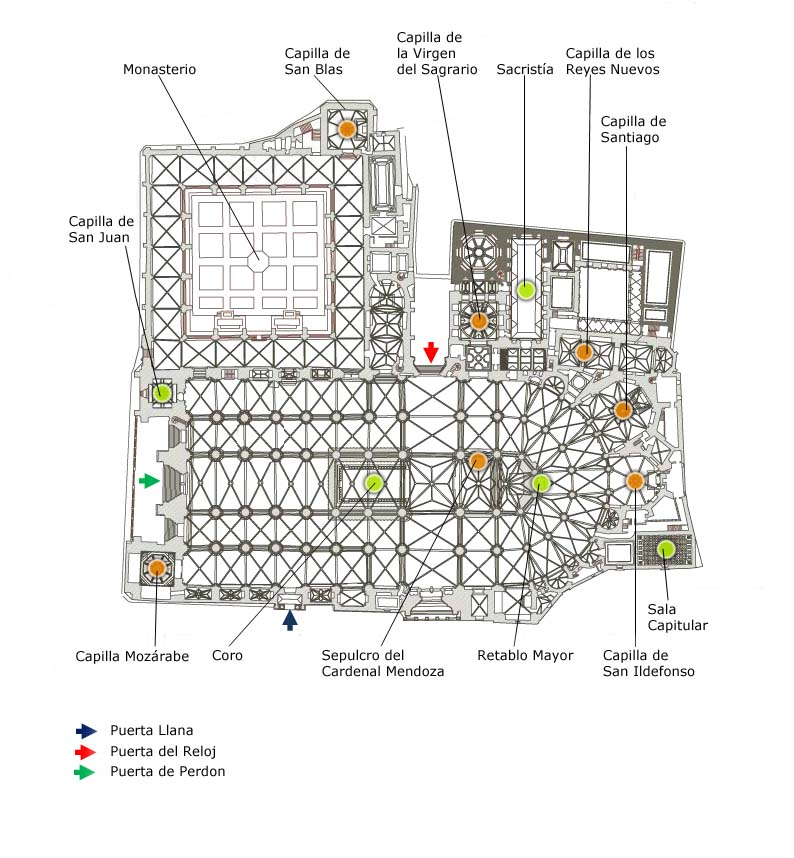
Grundriss der Kathedrale von Toledo

Bis zum Bau des neuen Kapitelsaales fanden die Sitzungen des Domkapitels in der heute Capilla Mozárabe genannten Fronleichnamskapelle statt, die sich im unteren Teil des unvollständigen Südturms der Kathedrale befindet. Kardinal Cisneros wünschte, das Domkapitel der Kathedrale von Toledo mit einem Raum für Versammlungen und Debatten auszustatten, der sich messen lassen konnte an den Kirchen und Palästen der Republiken Florenz, Venedig oder Rom. Für den neuen Kapitelsaal wurde ein an der südöstlichen Ecke der Kopfseite der Kathedrale bestehendes Gebäude umgebaut. Es diente bis dahin als Büro und anderen Zwecken der Dombauarbeiten. Im Lauf des Jahres 1508 führten Luis de Medina, Diego López und Alonso Sánchez die Mal- und Vergoldungsarbeiten an der von Francisco de Lara geschaffenen Kassettendecke durch. Im September 1509 begann Juan de Borgoña mit der Arbeit an den Wandgemälden und beendete sie im Jahr 1511.

## Wandmalerei

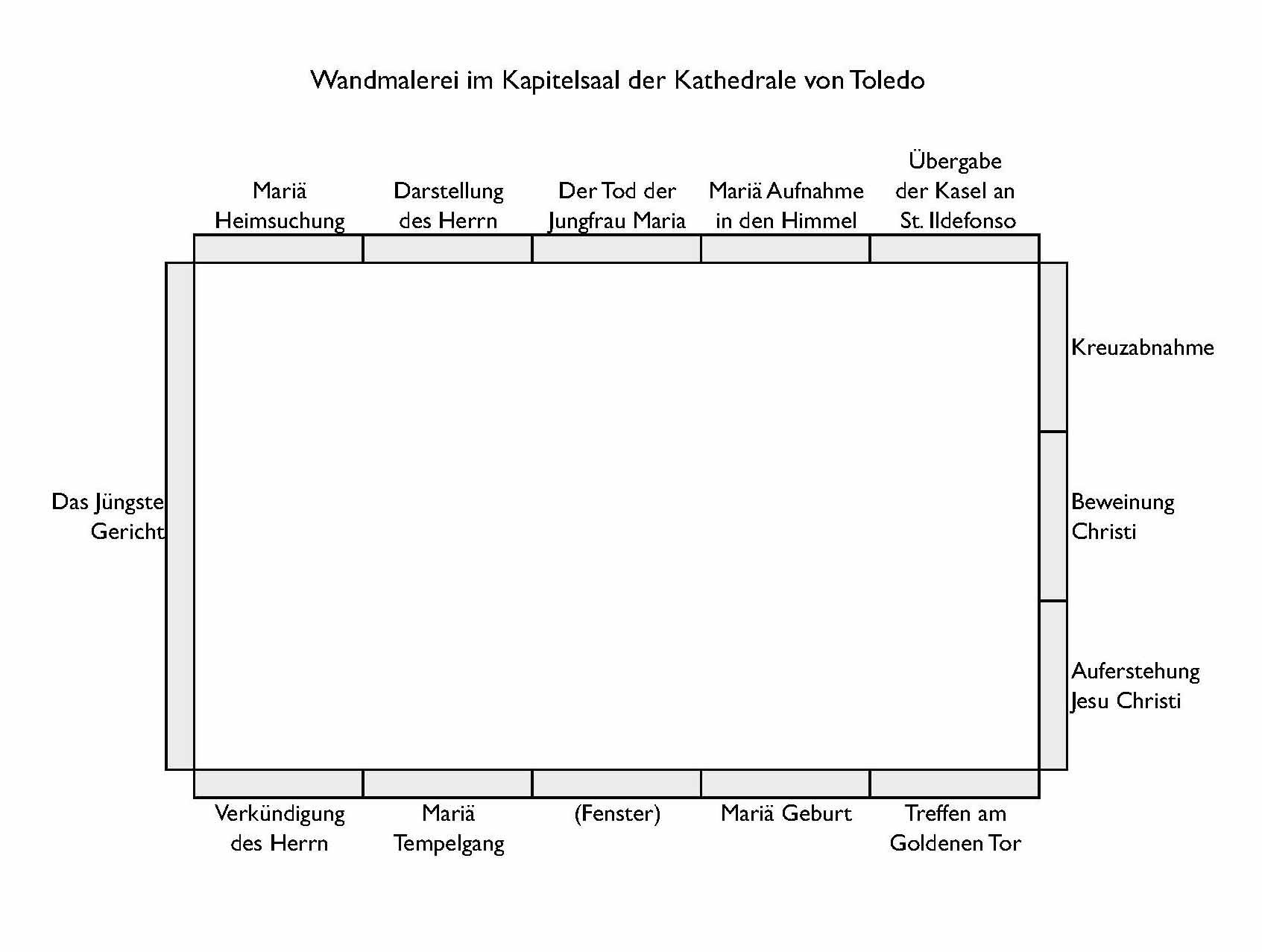
Anordnung der Wandmalereien

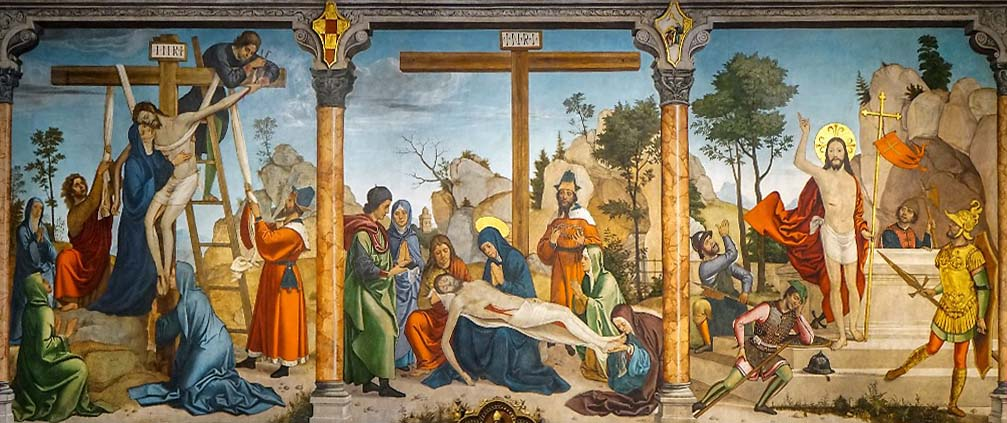
Wandmalerei auf der Ostseite des Kapitelsaales

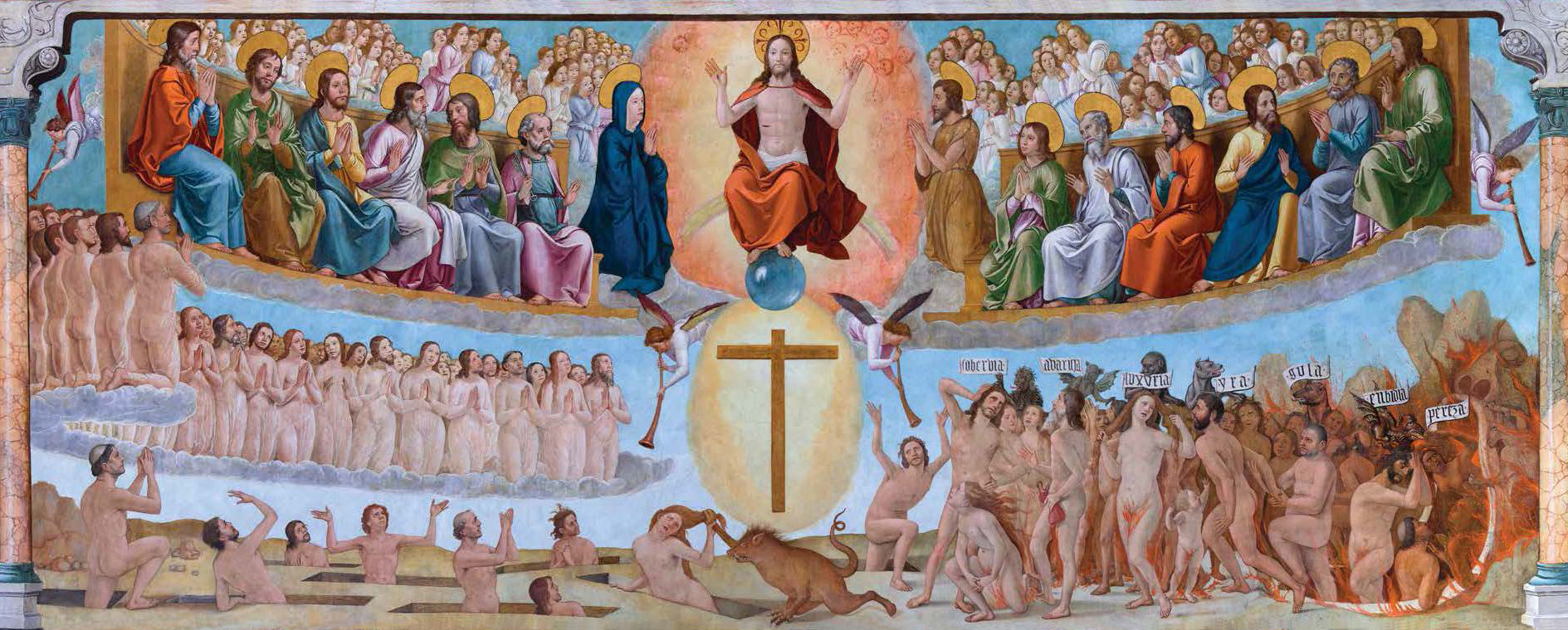
Wandmalerei auf der Westseite des Kapitelsaales

### Themen
Auf der Süd- und der Nordwand sind neun Szenen aus dem Leben der Jungfrau Maria dargestellt. Drei dieser Szenen werden im Lukas-Evangelium beschrieben, die restlichen sechs stammen aus apokryphen Schriften bzw. einer Heiligenlegende. Die einzelnen Bilder werden durch gemalte Säulen mit pseudo-korinthischen Kapitellen voneinander getrennt. Die Darstellung der Himmelfahrt Mariens hat für die Kathedrale von Toledo eine besondere Bedeutung, da die Kirche unter dem Patrozinium Mariä Aufnahme in den Himmel steht. Die Übergabe der Kasel an Ildefons von Toledo zeigt den Stadtpatron Toledos, dem im 7. Jahrhundert eine Mariengestalt erschienen sein soll. Auf der Ostwand ist die Passion Christi in drei Szenen dargestellt, auch wieder durch Säulen getrennt mit einer durchgehenden Landschaft im Hintergrund. Die Darstellung des Jüngsten Gerichtes nimmt die gesamte Breite der Westwand ein.

### Maltechnik
Für die Wandmalerei verwendete Juan de Borgoña eine damals in Spanien kaum bekannte Technik, bei der nicht die Pigmente in den frischen Putz eingelassen werden (al fresco), sondern die Wände wie bei Tafelbildern mit Gips vorbehandelt werden und dann Ölfarbe aufgetragen wird (al seco). In diesem Verfahren können leuchtendere Farbtöne dargestellt und besonders bei der Gestaltung des Hintergrundes bessere Differenzierungen erzielt werden.

### Perspektive
Die für die Wandbilder verwendete Perspektive zeigt, dass Juan de Borgoña stark von der in Italien entwickelten Sehkultur beeinflusst war. Dort entwickelten die Maler die nahezu wissenschaftliche Benutzung der „Monofocal-Perspektive“, bei der sich die Tiefendarstellung auf einen Fluchtpunkt hin entwickelt, dieser aber nicht unbedingt in der Mitte des Bildes liegen muss. Der Betrachtungsstandpunkt der Malers befindet sich in erhöhter Position an unterschiedlichen Stellen innerhalb des Saales.

## Porträt-Galerie
Unterhalb der großen Wandgemälde befindet sich eine Reihe mit 72 Porträts, die Bischöfe bzw. Erzbischöfe von Toledo darstellen. Sie wurden von Juan de Borgoña in der gleichen Technik gemalt wie die Mariendarstellungen. Die Reihe beginnt auf der Ostseite rechts neben dem Bischofsstuhl mit dem legendären Heiligen Eugenius I. von Toledo und endet mit dem Porträt des Kardinals Cisneros. Unterhalb der direkt auf die Wand gemalten Porträts werden die Erzbischöfe der Zeit nach 1516 auf einzeln gerahmten Bildern dargestellt.

## Restaurierung
Im Jahr 2018 wurde der Saal restauriert. Das Projekt umfasste die Restaurierung der Wandmalereien von Juan de Borgoña und andere strukturelle Arbeiten. Das Projekt dauerte etwa ein Jahr. Dabei wurden alle früheren Übermalungen entfernt und der Originalzustand der Decke und der Wandmalereien so weit wie möglich wieder hergestellt. Darüber hinaus wurde in dem Raum eine Klimaanlage installiert. Die Beleuchtung wurde auf LEDs umgestellt, die weder Infrarotstrahlung noch Ultraviolettstrahlung  emittieren.